# Macrobiotus tetraplacoides
Macrobiotus tetraplacoides är en djurart som tillhör fylumet trögkrypare, och som beskrevs av Fontoura 1981. Macrobiotus tetraplacoides ingår i släktet Macrobiotus och familjen Macrobiotidae. Inga underarter finns listade i Catalogue of Life.